# Карунакаран, Тьируналлур
Тьируналлур Карунакаран (малаял. തിരുനല്ലൂര്‍ കരുണാകരന്, 8 октября 1924 — 5 июля 2006) — индийский поэт, учёный и педагог-коммунист из штата Керала, Индия.

## Биография

### Ранние годы
Тьируналлур Карунакаран родился в деревне Перинад в районе Коллам современного штата Керала. Он начал изучать санскрит ещё до поступления в начальную школу и был связан с рабочим классом с самых юных лет. Свою первую книгу — перевод поэм Оливера Голдсмита — Карунакаран опубликовал во время обучения в школе. В студенческие годы он опубликовал несколько стихотворений, текстов песен и статей в периодических изданиях. Его тесные контакты с профсоюзными лидерами в это время сделали его убежденным сторонником Коммунистической партии Индии.

### Карьера
После получения ученой степени по филологии за изучение языка малаялам он стал преподавателем университетского колледжа в Тируванантапураме. В течение 6 лет он был членом Керальской комиссии по государственной службе, занимающейся оценкой и тестированием кандидатов на государственные должности. Позднее он работал редактором еженедельного журнала Джанаиугам, публиковавшемся КПИ. В 1973 году в качестве члена делегации индийских писателей на состоявшейся в Казахстане конференции афро-азиатских писателей, Карунакаран посетил СССР.

### Смерть
Тьируналлур Карунакаран умер 5 июля 2006 года в своей резиденции в Квилоне. Согласно его пожеланиям, он был похоронен без обычных религиозных обрядов и церемоний.
В его честь ежегодно 1-3 мая на берегу озера в Аштамуди Квилон проводится трехдневный культурный фестиваль «Тьируналлур Кавёлсавам».

## Сочинения
Карунакаран глубоко изучал индийскую философию и марксизм и на базе них сформировал свою собственную уникальную точку зрения, которая является центральным элементом его поэзии. Карунакаран писал и длинные поэмы, и короткие песни и переводил книги с иностранных языков на малаялам. Он опубликовал 13 книг стихов, переводы, 4 книги прозы и нескольких статей по языку и литературе и на социально-политические темы. В частности, он перевёл поэму «Цыганы» Пушкина.